# Двојица папа
Двојица папа (енгл. The Two Popes) је биографски филм из 2019. у режији Фернанда Меирелеса. Настао је по узору на представу Папа коју је осмислио Ентони Макартен, који је такође и сценариста филма. Радња је претежно смештена у Ватикану након скандала Ватиликс, а филм прати папу Бенедикта XVI (Ентони Хопкинс), док покушава да убеди кардинала Хорхеа Марија Бергоглија (Џонатан Прајс) да преиспита своју одлуку да поднесе оставку на место надбискупа, док му признаје сопствене намере да абдицира.
Премијера је приказана 31. августа 2019. на Филмском фестивалу у Телјурајду. Током новембра 2019. приказиван је у одабраним биоскопима, након чега га је 20. децембра приказао Netflix. Добио је позитивне рецензије критичара, који су посебно похвалили глумачку поставу и сценарио. Био је номинован за Оскара, Златни глобус и БАФТА.

## Радња
На кључној прекретници за Католичку цркву, папа Бенедикт  неочекивано се спријатељи с будућим папом Фрањом.

## Улоге
| Глумац         | Улога                |
| -------------- | -------------------- |
| Џонатан Прајс  | Хорхе Марио Бергогли |
| Ентони Хопкинс | папа Бенедикт        |
| Луис Гнеко     | Клаудио Хумес        |
| Сидни Кол      | Питер Турксон        |
| Лисандро Фикс  | Франц Јалич          |
| Марија Уседо   | Естер Балестрино     |
| Вили Џона      | Франсис Аринзе       |
| Акиле Бруњини  | Карло Марија Мартини |
| Федерико Торе  | Хорхе Медина         |